# Umma saphirina
Umma saphirina е вид водно конче от семейство Calopterygidae. Видът не е застрашен от изчезване.

## Разпространение
Разпространен е в Демократична република Конго, Кения, Уганда и Централноафриканска република.